# Huta Padang (Bandar Pasir Mandoge)
Huta Padang is een bestuurslaag in het regentschap Asahan van de provincie Noord-Sumatra, Indonesië. Huta Padang telt 5748 inwoners (volkstelling 2010).